# 塩田博昭
塩田 博昭（しおた ひろあき、1962年〈昭和37年〉1月19日 - ）は、日本の政治家、元政治記者。公明党所属の元参議院議員（1期）。

## 来歴
1962年1月19日、徳島県阿波市に生まれる。1984年に秋田大学鉱山学部燃料化学科を卒業後、公明新聞に入社する。社会部記者、政治部記者などを経て、2007年4月からは政治部担当部長を務めた。
その後、公明党政務調査会の職員としてドクターヘリ特別措置法の法案作成などに携わり、救急医療体制をめぐる政策の立案に力を注ぐ。2015年12月、公明党政務調査会事務局長に就任した。
2019年7月21日執行の第25回参議院議員通常選挙に公明党から比例代表で出馬し、初当選する。党からは重点候補とされていなかったため、個人得票は15,178票と同選挙の当選者の中で最も少なく、繰り上げ当選（竹内真二・7,489票）を除くと歴代最少の得票での当選となった。
再選を目指して出馬した2025年7月20日執行の第27回参議院議員通常選挙では9,874票を獲得するも、公明党の比例代表獲得議席が4議席に留まったことから落選した。

## 人物
- 東京都世田谷区在住[7]。妻と一男一女の4人家族[PR 1]。
- 座右の銘は「誠心誠意」[PR 1]。
- 趣味は読書、映画鑑賞、釣り。お城マニア[PR 1]。池波正太郎の時代小説『鬼平犯科帳』シリーズを全巻読破し、テレビ時代劇版のDVDも所有する[PR 2]。

## 政策・主張
- 憲法改正の必要性について「どちらともいえない」[8]。
- アベノミクスを評価[8]。
- 消費税率を10％より高くすることに「どちらかと言えば反対」[8]。
- 選択的夫婦別姓制度導入に賛成[8]。
- 同性婚の法制化に賛成[9]。同性婚を認めていない現行法の規定について高等裁判所が違憲と判断していることを踏まえ、婚姻の平等実現に向けた法整備に取り組むと表明している[10]。
- 核兵器禁止条約に賛同[11]。アメリカ合衆国の核の傘下にある日本が同条約を批准できないでいることに理解を示しつつ、日本は核兵器廃絶に向けた対話を「粘り強く」展開すべきだと訴える[12]。
- 能登半島地震の被災地を訪問した経験を通じ、発災後48時間以内に避難所にTKB（トイレ、キッチン、ベッド）を整備する取り組み（「TKB48」）の重要性を訴える[13]。
- 2025年3月、内閣総理大臣石破茂が自由民主党の当選1回の衆議院議員に1人10万円分の商品券を配っていたことについて、「あまりにも庶民感覚とかけ離れている。政治とカネの問題が問われ、政治改革を進めるさなかにあって法的な責任の有無とかという話ではない。国民が物価高に苦しむ中、もっと庶民感覚を持った政治を貫いてもらいたい」と指摘した[14]。

## 役職歴

### 参議院
- 災害対策特別委員長[15]
- 厚生労働委員会委員
- 予算委員会委員
- 外交・安全保障に関する調査会委員

### 公明党
- 中央幹事
- 労働局次長
- 安全保障部会長[16]
- 国土交通部会長代理
- 厚生労働部会副部会長
- 地方議会局次長
- 社会保障制度調査会事務局長
- 東京都本部副代表
- 秋田県・山梨県本部顧問
- 能登半島地震復興加速化本部事務局長
- 2025年東京デフリンピック大会推進本部事務局長
- 医療制度委員会事務局長
- ドクターヘリ・ドクターカー配備推進プロジェクトチーム座長
- 下水サーベイランス推進プロジェクトチーム座長

| 当落 | 選挙                     | 執行日         | 年齢 | 選挙区       | 政党   | 得票数    | 得票率 | 定数 | 得票順位 /候補者数 | 政党内比例順位 /政党当選者数 |
| ---- | ------------------------ | -------------- | ---- | ------------ | ------ | --------- | ------ | ---- | ------------------ | ---------------------------- |
| 当   | 第26回参議院議員通常選挙 | 2022年07月10日 | 57   | 参議院比例区 | 公明党 | 1万5178票 | ーー   | 50   | 7/17               | 7/7                          |
| 落   | 第27回参議院議員通常選挙 | 2025年07月20日 | 63   | 参議院比例区 | 公明党 | 9874票    | ーー   | 50   | 8/17               | 8/4                          |

### 一次資料
1. 1 2 3  “プロフィール”. 参議院議員 塩田ひろあき 公式サイト. 2025年2月12日時点のオリジナルよりアーカイブ。2025年2月17日閲覧。
2. ↑  “2023/3/24 2025デフリンピック東京大会成功へ向けて！ 塩田ひろあき 参議院予算委員会”. 塩ちゃんネル (2023年3月29日). 2025年4月21日時点のオリジナルよりアーカイブ。2025年2月17日閲覧。